# منتخب إنجلترا تحت 17 سنة لكرة القدم للسيدات
منتخب إنجلترا تحت 17 سنة للسيدات لكرة القدم (بالإنجليزية: England women's national under-17 football team)‏ هو ممثل إنجلترا الرسمي في المنافسات الدولية في كرة القدم في فئة كرة قدم تحت 17 سنة للسيدات، يديريه الاتحاد الإنجليزي لكرة القدم.